# سالم الجحوشي
سالم الجَحْوَشي كاتب ومخرج مسرحي حضرمي من مواليد مدينة الشحر - حضرموت، شغل منصب مدير المسارح في عدن ثم انتقل إلى قطر وما زال فيها مدرباً للصوت والإلقاء وهو صوت قناة الجزيرة المعتمد منذ انطلاقة قناة الجزيرة الفضائية والوثائقية.

## أعماله
لأكثر من أربعين سنة والجحوشي يقدّم للمسرح اليمني والقطري والعربي الأعمال الدرامية الجادة والتي ختمها بمسرحية سفينة مرمرة من إنتاج قناة الجزيرة كما قدم مجموعة متنوعة من الأعمال الفنية الكرتونية والتلفزيونية، حيث شارك في مسلسل (تصانيف، مغامرات نحول بشار)، كما شارك في فيلم (عقارب الساعة). كما أنه شارك في مسلسل عدنان ولينا في مقدمة الحلقة الأولى. كما أخرج عدة مسرحيات من بينها مسرحية الأعظم ومسرحية رجل بأمة.
- مغامرات نحول بشار
- صفر صفر واحد
- لوسي
- عقارب الساعة
- عدنان ولينا
- تصانيف

## روابط خارجية
- سالم الجحوشي على موقع قاعدة بيانات الأفلام العربية